# Francesco Vitelli
Decio Francesco Vitelli (* 30. August 1582 in Città di Castello; † Februar 1646 in Urbino) war ein italienischer, katholischer Erzbischof. 

## Biografie
Decio Francesco Vitelli wurde am 30. August 1582 als Sohn von Vincenzo Vitelli (Sohn von Alessandro Vitelli) und Faustina Vitelli (Tochter von Chiappino) geboren. Er gehörte der Adelsfamilie Vitelli an, sowohl mütterlicherseits als auch väterlicherseits: Vincenzo war der Onkel von Faustina. Francesco hat seinen Vater nie kennen gelernt, denn dieser wurde 1583, als General der päpstlichen Infanterie, in Rom getötet.
Nach einem Studium mit hervorragenden Ergebnissen wurde er 1612 zum Referendar von Papst Paul V. ernannt und dann von Gregor XV. zum Gouverneur von San Severino Marche, bevor er in die Provinz Ancona versetzt wurde, um sich der ernsten Krise in diesem Gebiet zu stellen. Im Jahre 1624 wurde er in die Provinz Ascoli Piceno geschickt, um das lokale Steuersystem zu reformieren.
Im Jahr 1625 kehrte er nach Rom zurück, wo er zum Mitglied der Sacra Consulta und der Congregazione dei Confini ernannt wurde und in der Apostolischen Signatur mitstimmte. Nachdem er so eine äußerst wichtige Position erreicht hatte, wurde er mehrmals zum Kommissar ernannt: 1630 um der, den Kirchenstaat bedrohenden, Pest zu begegnen und 1632, um als Diplomat zwischen Ferrara und der Republik Venedig zu fungieren. Am 16. August 1632 erfolgte seine Ernennung zum Titularerzbischof von Thessaloniki. Die Weihe erfolgte am 21. September 1632 in Venedig in der Kirche San Salvatore durch Federico Baldissera Bartolomeo Cornaro. In der Serenissima war er etwa 11 Jahre lang apostolischer Nuntius, und dank seiner Interventionen erklärten die Venezianer dem Papst mehrmals nicht den Krieg. 
Am 7. Juni 1634 wurde er von Urban VIII. zum Apostolischen Administrator von Terni ernannt, ein Amt, das er bis 1636 innehatte. 1641 wurde er zum Erzbischof von Urbino ernannt. 1643 erfolgte seine Ernennung zum Prelato di fiocchetto, bevor er 1646 in Urbino verstarb.
Francesco Vitelli wurde in Rom in der Vitelli-Kapelle in der Kirche San Marcello al Corso beigesetzt.
Vitelli war ein Mann von großer Kultur, Autor einiger politischer und historischer Abhandlungen, übersetzte auch einige Werke und unterstützte einige Schriftsteller.